# ケルベロス第五の首
『ケルベロス第五の首』（けるべろすだいごのくび、The Fifth Head of Cerberus）は、ジーン・ウルフが1972年に発表した長篇小説。日本では、柳下毅一郎の翻訳で国書刊行会から出版された。
ウルフの長篇第2作であり、アイデンティティや記憶など、その後も著者が取り上げるテーマが描かれている。いくつもの形式や文体が織り込まれ、くわえて謎解きの要素をもつことから、ミステリー読者からも評価されている。
題名にあるケルベロスとは、ギリシア神話において地獄の入口で番犬をしているとされる、3つ頭の犬の怪物である。

## 概要
連作中篇を1冊の単行本として発行したもの。最初の中篇「ケルベロス第五の首」は、1972年にデーモン・ナイトが編集したアンソロジー Orbit の第10号に掲載された。
物語は、地球から20光年離れたサント・クロアとサント・アンヌという2つの惑星を舞台とし、次の3篇で構成される。
- ケルベロス第五の首（The Fifth Head of Cerberus） - サント・クロアの屋敷に住む男性の回想記
- 『ある物語』ジョン・V・マーシュ作（"A Story," by John V. Marsch） - 少年を中心とした民話風の物語
- V・R・T（V.R.T.） - サント・クロアの囚人の尋問記録

各中篇の登場人物とあらすじは後述。
サント・クロアとサント・アンヌは、双子惑星となっている。サント・アンヌには、「アボ」と呼ばれた原住種族がいた。アボは変身能力をもち、手先が不器用で地球人の道具をうまく使えないと言われている。通説によれば、アボは地球人の植民によって絶滅したとされるが、別の説も存在する。アボは逆に地球人を絶滅させて取って代わったが、記憶を失ってしまったというもので、ヴェールの仮説と呼ばれる。こうしたアボについての謎が、3篇をつなげる役割をはたしている。

## 主な登場人物

### ケルベロス第五の首
第五号（Number Five）
語り手。文中では「わたし」。サント・クロアの〈犬の館〉と呼ばれる屋敷に住み、館の主人である父に第五号と名づけられる。茶色の髪と目、尖った顎をもつ。
デイヴィッド（David）
幼い頃から第五号とともに育つ。館の主人の実の息子。ブロンドでカールした髪と青い目をもつ。
ミスター・ミリオン（Mr. Million）
第五号とデイヴィッドの家庭教師であるロボット。
主人（Maitre）
〈犬の館〉の主人。第五号には父と呼ばれているが、遺伝的には同一人物。自らのクローンを何度も作っている。
ジーニー叔母さん / オーブリー・ヴェール博士（Aunt Jeannine / Dr. Aubrey Veil）
第五号の叔母と名乗るが、遺伝的には第五号の2世代前の人物の娘。脚が弱いため特殊な装置で移動する。アボに関する「ヴェールの仮説」を立てる。
フィードリア（Phaedria）
第五号やデイヴィッドの友人になる少女。黒い髪、アーチを描く黒い眉、紫色の目をもつ。脚にギプスをしているときに第五号と知りあう。
マーシュ博士（Dr. Marsch）
地球から来た人類学者と名乗る男。サント・アンヌで数年をすごしたのち、サント・クロアを訪れた。黒い髪と明るい緑色の目をもつ。

### 『ある物語』ジョン・V・マーシュ作
砂歩きのジョン（John Sandwalker）
物語の中心となる少年。丘人の母から生まれる。他の丘人たちと同じく緑色の目をしている。
東風のジョン（John Eastwind）
砂歩きと同じ母から生まれるが、川で流されて沼人の一員となる。
待ち受ける七人の娘（Seven Girls Waiting）
砂歩きと親しくなる少女。〈ピンクの蝶々のメアリー〉という名の赤子を連れている。
影の子（Shadow Children）
砂歩きから見れば貧弱な種族。影の子の老賢者によれば、自分たちは星を旅してこの地にきたが、毒草を口に入れる習慣を身につけたために今の姿になったという。
沼人（marshmen）
下流の沼沢地に住む。砂歩きたちを捕らえて儀式の生け贄に捧げようとする。

### V・R・T
ジョン・V・マーシュ（John V. Marsch）
物語の中心人物のひとり。20代後半。サント・アンヌからサント・クロアを訪れ、〈犬の館〉を訪問したのちに囚人となる。地球から来た人類学者だと主張するが釈放されない。
士官（officer）
サント・クロアの士官。囚人であるマーシュの資料を調べる。
R・トレンチャード（R. Trenchard）
サント・アンヌの物乞い。赤い髪、青い目、長い上唇をもつ。
ヴィクター・R・トレンチャード（V.R.T.）
トレンチャードの息子で、黒髪と緑色の目をもつ。自称16歳。自分の母親はアボだと語り、マーシュの助手となる。泳ぎや喋りの物真似はうまいが、手先は不器用。
セレスティーヌ・エティエンヌ（Celestine Etienne）
マーシュが逮捕された下宿にいた女性。茶色く縮れた髪、尖った顎、アーチを描く黒い眉、青紫色の目をもち、ピンクのドレスを着る。

## あらすじ

### ケルベロス第五の首
語り手の「わたし」が住むのは、サント・クロアの都市ポート・ミミゾン、サルタンバンク通りの666番地。ケルベロスが置かれていることから〈犬の館〉と呼ばれる屋敷だった。兄弟のデイヴィッドと共に育った彼は、父に第五号と名づけられ、催眠治療を受けるようになる。この治療のため、第五号は記憶に欠落が生じるようになる。
第五号は、ジーニー叔母さんと名乗る女性から、「ヴェールの仮説」を教わる。また、地球から来たというマーシュ博士からは、自分が父のクローンである可能性を教えられる。第五号は、奴隷のなかに自分に似た者がいることに気づき、父が失敗作のクローンを売っていたことを知る。
ある日、第五号は父の殺害を決心する。彼は外科用のメスを隠し持って父に会うが、ちょうどマーシュ博士が訪問する。第五号は、マーシュ博士がアボだと主張し、そののちに父は死亡する。

### 『ある物語』ジョン・V・マーシュ作
丘人の〈揺れる杉の枝〉という女は、〈砂歩き〉と〈東風〉という2人の男児を生んだ。全ての男児は、男を意味する言葉である「ジョン」を名づけられるため、2人は砂歩きのジョンと東風のジョンと呼ばれる。
東風のジョンは生まれてすぐに川で流され、生き別れになる。少年となった砂歩きのジョンは、狩りの最中に〈影の子〉たちと出会い、友人になる。砂歩きは、〈待ち受ける七人の娘〉と出会い、彼女と暮らす。しかし母や仲間が沼人に捕まったと知り、湿地へ向かう。
砂歩きは仲間を助けようとするが失敗し、囚われの身となる。沼人は砂歩きたちを生け贄に捧げようとしており、沼人のなかには東風の姿もあった。待ち受ける七人の娘や影の子も沼人に捕まり、砂歩きの仲間は、沼人の儀式で次々と犠牲になる。かつて自分たちは星から来たと語る影の子は、助かるために星船を呼ぶ。

### V・R・T
マーシュは、サント・クロアで囚人となっていた。サント・クロアの士官は、警察から送られた資料を確認する。そこには、サント・アンヌでの調査記録、表紙にV・R・Tと書かれた英作文練習帳、囚人が独房で書いた文書、尋問の記録が含まれている。マーシュには殺人とサント・アンヌのスパイ容疑がかかっていた。
サント・アンヌでの調査記録によれば、マーシュはアンヌ人（アボ）の存在について聞き取りをしていた。マーシュは、自分がアボだと主張するトレンチャードという男に会うが、彼はアボには見えなかった。マーシュは、トレンチャードの息子でアボとのハーフだというV・R・Tを助手にする。V・R・Tは、自分の母はアボであり、かつて野外でアボに会ったと語る。マーシュは、アボを求めてサント・アンヌ奥地を調査するが、少年が川に落ちて死んだと記していた。
マーシュは、〈犬の館〉を訪問後に逮捕される。彼は他の囚人と壁を叩いて会話をしつつ、ペンと紙を借りて文章をつづる。そこには、〈犬の館〉でヴェールと会ったことや、幼い頃の体験が書かれていた。やがてマーシュは自分が捕まった理由を知る。〈犬の館〉の主人を捜査に協力させてはどうかと提案するが、館の主人がすでに死んだことを知るのだった。

## 年表
以下は、本作の記述をもとにした年表。「ケルベロス第五の首」の最後の記述を基準とする。ページ数は、国書刊行会の初版による。
1. 約310年以上前 - アンヌ人（アボ）が聖地に木を植える（p.248）
2. 約210年前 - フランス系移民がサント・アンヌに到着し、沼地でアボと会う（p.245） / フランス系移民がサント・クロアに植民開始（p.53）
3. 約150年前 - 〈犬の館〉が建てられる（p.53）
4. 約90年前 - ブラント夫人、子供時代にアボと遊ぶ（p.192）
5. 約60年前 - サント・クロアの人口が減少をはじめる（p.53）
6. 約60年前 - ロベール・キュロの祖父がアボを目撃（p.195）
7. 約60年前 - 〈犬の館〉の主人が生まれる（p.94）
8. 日付不明 - ジーニー叔母さんが生まれる（pp.33,90）
9. 約57年前 - ロベール・キュロの祖父が死去（p.195）
10. 約40年前 - 〈犬の館〉の主人、父を殺そうと決心する（p.90）
11. 37年前  - ハグスミス博士、フレンチマンズ・ランディングに住む（p.197）
12. 約33年前 - V・R・Tが誕生（p.296）
13. 30年前 - 第五号が誕生（pp.100-101）
14. 日付不明 - 〈犬の館〉の主人、子供のブローカーをやめる（p.83）
15. 日付不明 - 第五号、ピンクのドレスの女性に会う（p.13）
16. 約23年前 - 第五号、〈犬の館〉の主人に会う（p.23）
17. 約18年前 夏 - 第五号、ジーニー叔母さんに会う（p.29） / 第五号、催眠治療が始まる（p.38）
18. 17年前 - マーシュ、サント・アンヌに到着（p.262）
19. 17年前 3月13日 - マーシュ、ブラント夫人の話を聞く（p.191）
20. 17年前 日付不明 - マーシュ、D氏の話を聞く（p.194）
21. 17年前 日付不明 - マーシュ、ロベール・キュロから祖父の話を聞く（p.194）
22. 17年前 日付不明 - マーシュ、ハグスミス博士の話を聞く（p.197）
23. 17年前 日付不明 - マーシュ、ド・F氏の話を聞く（p.201）
24. 17年前 3月21日 - マーシュ、トレンチャードやV・R・Tと会う（p.235）
25. 17年前 3月22日 - マーシュ、トレンチャードの案内でアボの聖地を見る（p.235）
26. 17年前 4月5日 - マーシュ、V・R・Tを連れてサント・アンヌ奥地の調査に出発（pp.203,269）
27. 17年前 4月6日 - マーシュ、最初の夜営（p.203）
28. 17年前 4月7日 - マーシュ、入植地を越えてサント・アンヌ奥地へ入る（p.203）
29. 17年前 4月8日 - マーシュ、自分たちをつけてくる猫を発見（p.203）
30. 17年前 4月10日 - マーシュ、V・R・Tにインタビュー（p.209）
31. 17年前 4月11日 - マーシュ、水牛に似た動物を狩る（p.212）
32. 17年前 4月12日 - マーシュ、V・R・Tが女と会っていると疑う。ハカアラシグマにラバを襲われる（p.292）
33. 17年前 4月13日 - マーシュ、ラバの死体のまわりで人間の子供のような足跡を見る（p.294）
34. 17年前 4月15日 - マーシュ、丘陵地帯へ到着（p.294）
35. 17年前 4月16日 - マーシュ、V・R・Tにインタビュー（p.295）
36. 17年前 4月21日 - マーシュ、高さ30フィートほどの樹上で見張り。V・R・Tがアンヌ人の女と会っていると考える（p.299）
37. 17年前 4月22日 - マーシュ、ハカアラシグマとオイカケドラを射殺（p.308）
38. 17年前 4月23日 - マーシュ、猫に手を噛まれる（p.309）
39. 17年前 4月24日 - マーシュ、V・R・Tと峡谷への出発を相談（p.309） / 肉を2キロ離れた木に吊るす（p.310）
40. 17年前 4月25日 - マーシュ、キャンプを畳む（p.310）
41. 17年前 4月26日（後日のマーシュの指摘では6月1日執筆） - マーシュ、V・R・Tが死んだと書く。V・R・Tは高さ200メートルの峡谷で登攀に失敗し、川に落ちた（p.310）
42. 17年前 4月29日 - マーシュ、少年の死体を洞窟に隠す。猫を殺す（pp.311,315）
43. 17年前 6月3日 - マーシュ、丘をのぼる（p.313）
44. 17年前 6月4日 - マーシュ、少年の死後、1か月以上火を起こしてきたが止める。地球人が来る前の自由の民の生活を推測する（p.313）
45. 17年前 6月6日 - マーシュ、川沿いに山へ向かう（p.316）
46. 17年前 6月7日 - マーシュ、服を身につけず靴だけをはいて進む（p.316）
47. 17年前 日付不明 - マーシュ、裸の人間に囲まれる夢を見る（p.317）
48. 14年前 - マーシュ、サント・アンヌ奥地からランに到着（p.269） / マーシュ、ロンスヴォーに滞在（p.270）
49. 13年前 4月2日 - マーシュ、サント・クロアに到着（p.318）
50. 13年前 4月 - 第五号、フィードリアと出会う（p.42）
51. 13年前 49の翌日 - 第五号、〈犬の館〉でポーターを始める（p.47）
52. 13年前 50の2、3日後 - マーシュ、第五号やヴェール博士と会う。この時は冬服（pp.48,303）
53. 13年前 51の後日 - マーシュ、夏物の衣服を買う（p.287）
54. 13年前 51の後日 - 第五号、フィードリアにマーシュやヴェール博士について話す（p.55）
55. 13年前 53の翌日 - 第五号、ミスター・ミリオンの秘密を知る（p.58）
56. 13年前 6月はじめ - 第五号、フィードリアやデイヴィッドと芝居に出演（p.61） / マーシュ、芝居を鑑賞（p.266）
57. 12年前 6月5日 - 第五号、父に会う（p.87） / マーシュ、流行の服装で〈犬の館〉を訪問（pp.87,221） / 〈犬の館〉の主人が死亡。第五号は当時18歳（pp.100,318）
58. 12年前 6月6日4時頃 - マーシュ、逮捕される（p.221）
59. 12年前 日付不明 - 第五号が逮捕される（pp.100,318）
60. 12年前 57の数週間後 - マーシュ、エティエンヌと面会する（p.307）
61. 11年前 夏 - サント・クロアの士官、マーシュの取り調べ資料を確認（pp.181,233,317）
62. 3年前 - 第五号が釈放される（p.101）
63. 1日前 - フィードリアが子供を連れて〈犬の館〉を訪問（p.101）

## 書誌情報
英語版
- 1972年, HB, USA版, Ultramarine Publishing Company, ISBN 0-684-12830-6
- 1973年, HB, UK版, Gollancz, ISBN 0-575-01597-7
- 1975年, PB, UK版, Quartet Books, ISBN 0-7043-1176-3
- 1983年, PB, UK版, Arrow Books, ISBN 0-09-930030-3
- 1994年, PB, USA版, Orb Books, ISBN 0-312-89020-6
- 1999年, PB, UK版, Gollancz, ISBN 1-85798-817-5

翻訳
- 『ケルベロス第五の首』　柳下毅一郎訳、国書刊行会〈未来の文学〉、2004年 ISBN 978-4336045669 - 訳者あとがき「失われた作家を求めて」

## 日本における評価
- 「SFが読みたい!」2005年版　第4位
- 「このミステリーがすごい」2005年版　第19位